# 秦艽
秦艽（学名：Gentiana macrophylla）是龙胆科龙胆属的植物。

## 形态
多年生草本。圆柱形根；基生叶较大，茎生叶3－4对，披针形叶片，基部连合；夏秋开筒状深蓝紫色花，花丛生于上部叶腋成轮状，裂片先端尖；长椭圆形蒴果。

## 分布
分布在蒙古、俄罗斯及中国大陆的内蒙古、宁夏、河北、陕西、新疆、东北、山西等地，生长于海拔400米至2,400米的地区，多生在路旁、草甸、河滩、水沟边、林下、山坡草地以及林缘。

## 药用
中医上以根入药，性平、味苦辛，功能祛风湿、退虚热，主治风湿疼痛、潮热骨蒸等症；根含多种生物碱，有消炎作用。

## 别名
秦糺（唐本草）、秦爪、秦胶（本草纲目）、大叶龙胆（中国北部植物图志）、大叶秦艽、萝卜艽、左秦艽、西秦艽

## 种下等级
- Gentiana macrophylla var. fetissowii (Regel & Winkl.) Ma & K.C. Hsia（異名：Gentiana fetissowii Regel & Winkl.）[1]

## 延伸阅读
[在维基数据编辑]
 《欽定古今圖書集成·博物彙編·草木典·秦艽部》，出自陈梦雷《古今圖書集成》
 《植物名實圖考·秦艽》，出自吳其濬《植物名實圖考》

## 外部連結
- 秦艽 Qinjiao （页面存档备份，存于） 藥用植物圖像數據庫 (香港浸會大學中醫藥學院) （中文）（英文）
- 秦艽 中藥材圖像數據庫  (香港浸會大學中醫藥學院) （中文）（英文）
- 秦艽 Qin Jiao （页面存档备份，存于） 中藥標本數據庫 (香港浸會大學中醫藥學院) （繁體中文）（英文）

1. ↑  .   [2011-09-04]. （原始内容存档于2013-09-22）.